# Наумовец, Антон Григорьевич
Антон Григорьевич Наумовец (укр. Антон Григорович Наумовець; 2 января 1936, с. Рудка, Пинский уезд, Полесское воеводство, Польская Республика, ныне — Пинский район, Брестская область, Беларусь — 25 июня 2025) — украинский физик, учёный в области физической электроники и физики поверхности, профессор, доктор физико-математических наук, академик НАН Украины (1997), вице-президент Национальной академии наук Украины. Заслуженный деятель науки и техники Украины (1995). Иностранный член НАН Беларуси (2021).

## Биография
Родился 2 января 1936 года в учительской семье.
В 1952—1957 годах учился в Киевском государственном университете имени Тараса Шевченко на радиофизическом факультете, который окончил с отличием.
В 1977—1978 и 1988—2002 годах — профессор физики.
Почётный доктор КНУ им. Т. Шевченко (2009).
С 1957 года постоянно работает в Институте физики НАН Украины. В 1959—1963 годах учился в аспирантуре под руководством члена-корреспондента АН УССР Моргулиса Н. Д. В 1964 году защитил кандидатскую диссертацию, в 1973 — докторскую по физической электроники. Профессор с 1984 г. В 1981—2013 годах возглавлял отдел физической электроники Института физики НАН Украины.
Окончив с отличием университет, сразу начал работать в Институте физики НАН Украины. Здесь прошёл путь от инженера до заведующего отделом. Параллельно А. Наумовец занимался научно-организационной работой в Президиуме НАН Украины.

## Научные интересы
Основные научные работы посвящены атомной структуре и электронно-эмиссионным свойствам поверхностей, фазовым переходам на поверхностях твёрдых тел, поверхностной диффузии, физическим явлениям в системах наночастиц.

## Награды и звания
- Орден князя Ярослава Мудрого II степени (21 января 2020 года) — за значительный личный вклад в государственное строительство, социально-экономическое, научно-техническое, культурно-образовательное развитие Украинского государства, весомые трудовые достижения, многолетний добросовестный труд[2].
- Орден князя Ярослава Мудрого III степени (22 января 2014 года) — за значительный личный вклад в социально-экономическое, научно-техническое, культурно-образовательное развитие Украинского государства, весомые трудовые достижения, многолетний добросовестный труд[3].
- Орден князя Ярослава Мудрого IV степени (16 мая 2007 года) — за весомый личный вклад в развитие отечественной науки, укрепление научно-технического потенциала Украины, подготовку научных кадров, многолетнюю плодотворную научную деятельность[4].
- Орден князя Ярослава Мудрого V степени (26 ноября 2003 года) — за выдающиеся личные заслуги в развитии отечественной науки, укрепление научно-технического потенциала и по случаю 85-летия Национальной академии наук Украины[5].
- Юбилейная медаль «25 лет независимости Украины» (19 августа 2016 года) — за значительные личные заслуги в становлении независимой Украины, утверждении её суверенитета и укрепление международного авторитета, весомый вклад в государственное строительство, социально-экономическое, культурно-образовательное развитие, активную общественно-политической деятельности, добросовестное и безупречное служение Украинскому народу[6].
- Офицер ордена Академических пальм (2012, Франция).
- Заслуженный деятель науки и техники Украины (11 апреля 1995 года) — за значительный личный вклад в развитие научных исследований, создание национальных научных школ, укрепление научно-технического потенциала Украины[7].
- Государственная премия Украины в области науки и техники (10 декабря 1997 года) — за цикл научных трудов «Процессы переноса заряда и массы и электронные кинетические явления на поверхностях и в приповерхностных слоях твёрдых тел»[8].
- Государственная премия СССР (1988).
- Почётная грамота Национального собрания Республики Беларусь (3 декабря 2018 года) — за большие заслуги в развитии белорусско-украинского научного сотрудничества[9].
- Медаль Вернадского (2020).
- Решением Международной номинационной комиссии от 15 июля 2016 года первый вице-президент НАН Украины, Председатель Секции физико-технических и математических наук НАН Украины, главный научный сотрудник Института физики НАН Украины академик Антон Григорьевич Наумовец награждён медалью ЮНЕСКО «За вклад в развитие нанонауки и нанотехнологий».
- Действительный член МААН с 30 сентября 2020 года.